# Farhād Khan Qarāmānlu
Farhād Khan Qarāmānlu (en perse : فرهاد خان قرامانلو), mort en 1598 à Ispahan, aussi connu sous son titre honorifique Rokn al-Saltana (en arabe : کن‌السلطنه, littéralement le « pilier de l'État »), est un officier militaire turcoman et le dernier des Qizilbash à servir comme commandant-en-chef (sipah-salar) sous l'Empire séfévide.